# Brufut
Brufut è una città del Gambia di 34.749 abitanti al censimento del 2013.

## Geografia
Situata sulla costa si affaccia sull'Oceano Atlantico, dista 50 km dalla capitale Banjul.

## Economia
Il territorio è ricco di risorse naturali e minerarie, di recente l'arrivo di finanziatori australiani e sudafricani per il turismo.